# ال سلماه
ال سلماه (به انگلیسی: Al Salamah) یک کشتی است که طول آن ۱۳۹٫۳۰ متر (۴۵۷٫۰ فوت) می‌باشد. این کشتی در سال ۱۹۹۹ ساخته شد.